# مورچه‌مرغ دم‌نواری
مورچه‌مرغ دم‌نواری (نام علمی: Hypocnemoides maculicauda) گونه‌ای از پرندگان تیرهٔ مرچه‌مرغان (Thamnophilidae) است که در حوضه آمازون در جنوب رودخانه آمازون (بولیوی، برزیل و پرو) یافت می‌شود. زیستگاه طبیعی آن باتلاق‌های نیمه‌گرمسیری یا گرمسیری و جنگل‌های سیلابی است.